# Neotinthia semihyalina
Neotinthia semihyalina är en fjärilsart som beskrevs av George Francis Hampson 1919. Neotinthia semihyalina ingår i släktet Neotinthia och familjen glasvingar. Inga underarter finns listade i Catalogue of Life.